# 薬師丸ひろ子 ハート・デリバリー
『薬師丸ひろ子 ハート・デリバリー』（やくしまるひろこ ハート・デリバリー）は、ニッポン放送で2011年4月10日から放送されているラジオ番組である。パーソナリティは薬師丸ひろ子。東京ガスの一社提供。

## 内容・概要
番組は日曜日の朝に薬師丸ひろ子に時節に応じた話題、最近起きた出来事や仕事に関連した話、リスナーからメール・手紙の紹介、毎週異なる「ちょっといい話」の朗読、関連する音楽を流す番組である。ゲストに呼んだのは、吉岡秀隆だけである。
毎週、薬師丸ひろ子のオープニング・トークから番組がスタートする。
薬師丸が出演した映画やドラマ、舞台、コンサート、紅白などに関した裏話が披露される。
薬師丸によれば、「ちょっといい話」コーナーは、時事的で身近な問題に対し頑張っている人の話を番組ライターに探してもらい、堅苦しくなく伝えるようにしている。
2014年11月、薬師丸の映画デビュー作『野性の証明』で共演した高倉健の訃報に関して沈黙を守っていた薬師丸が、この番組で初めて語った。
2015年2月実施の「ビデオリサーチ首都圏ラジオ聴取率調査」で同時間帯首位となっている。2018年4月実施の調査でも同時間帯首位で聴取率は 0.9% だった。
2017年7月に初の公開収録をニッポン放送内イマジン・スタジオで行い、その模様は同月の特別番組『薬師丸ひろ子ハート・デリバリー 〜めぐり逢う夜に〜』で放送されることになった。
放送はニッポン放送のみであるにもかかわらず、CM後にネット番組と同じようにフィラーが入る。また、radikoのタイムフリー対象外になっていたが、2018年7月1日放送分から、タイムフリーの対象になった。
2020年5月31日の放送は、2019新型コロナウイルスの対策として、自宅からの出演で放送された。オープニング・トークで、「ちょっといつもと音が違うと感じる方がいらしゃるかと思いますけど、なんとですね、自宅からリモート出演でお送りしている」ことが告げられ、「突然誰かが訪ねてきたり、また、宅配の方が何かを届けにきてくれたり、まあ、そういうことは、多分ないかと思うんですけど、いろいろ考えると、ドキドキします。この放送の少し前に、ご近所から、習いたての楽器演奏の音が聞こえてきまして、あららららららら、どうしましょうと思いまして、うちの中まで大変良く聞こえてきましたので、えー、どうしようかと、びっくりしたんですけども、どうやらお出かけになられたようで。お出かけになっていらっしゃる間に、放送が進むといいなっと思います。」と心配の言葉もあったが、タイムテーブルの通り問題なく放送された。その後の放送も、自宅からの出演が継続していたが、同年６月21日で、スタジオからの放送に戻ったと、オープニング・トークで語られた。
2021年12月18日には、薬師丸の歌手デビュー40周年、レギュラー番組「ハート・デリバリー」放送10周年を記念した2時間半特別番組『薬師丸ひろ子 ハート・デリバリースペシャル 〜Happy music days～』が、17:30-20:00に生放送。おりしも、2021年で当番組放送開始10周年であることもあり、歌手・薬師丸ひろ子の世界を、松任谷由実、松重豊ら、薬師丸と親交のある関係者からのコメントなども交えて紹介し、リスナーからのリクエスト曲を紹介するほか、詩人サトウハチローの「母」を題材にした詩の朗読、ホリデー・シーズンに聴きたい、薬師丸ひろ子クリスマス・スペシャル・ノンストップ・ミックスもOAする内容になっている。

## 放送時間
- ニッポン放送 - 毎週日曜日8:30 - 9:00

## タイムテーブル
- 8:30 オープニング・トーク
- 1曲目
  - オープニング・トークに関連した曲
- メール・手紙の紹介
- 2曲目
  - 薬師丸の持ち歌のことが多い。
- ちょっといい話
  - 薬師丸による朗読
- 3曲目
  - ちょっといい話に関連した曲
- エンディング・トーク
- 8:54 ニッポン放送ニュース・天気予報
- 8:56 ニッポン放送交通情報
- 8:58 公営レースのご案内